# Ruyi Group
Ruyi Group (официально Shandong Ruyi Technology Group Company Limited) — китайский конгломерат, основные интересы которого сконцентрированы в сфере моды, одежды, текстиля и розничной торговли. Основан в 1972 году, штаб-квартира расположена в Цзинине (провинция Шаньдун). Контрольный пакет акций принадлежит миллиардеру Цю Яфу.

## История
Текстильная компания Shandong Jining Woolen Mill была основана в округе Цзинин в 1972 году. В 1992 году Цю Яфу стал вице-президентом Shandong Ruyi Woolen Textiles Group, в 1996 году — президентом компании, а в 1997 году — председателем правления и президентом. В 2001 году была основана холдинговая компания Shandong Ruyi Science & Technology Group. 
В 2010 году Ruyi Group приобрела за 36,8 млн долларов 41 % акций японского производителя текстиля и мужской одежды Renown Incorporated, а позже сконцентрировала под своим контролем 53 % акций компании. Renown продавала свою продукцию под брендами Arnold Palmer, Hiroko Koshino и D’Urban через сеть магазинов и в универмагах.   
В октябре 2016 года Ruyi Group приобрела у KKR за 1,5 млрд долларов контрольный пакет акций французской холдинговой компании SMCP Group, которая управляла модными брендами одежды, обуви и аксессуаров Sandro, Maje и Claudie Pierlot.

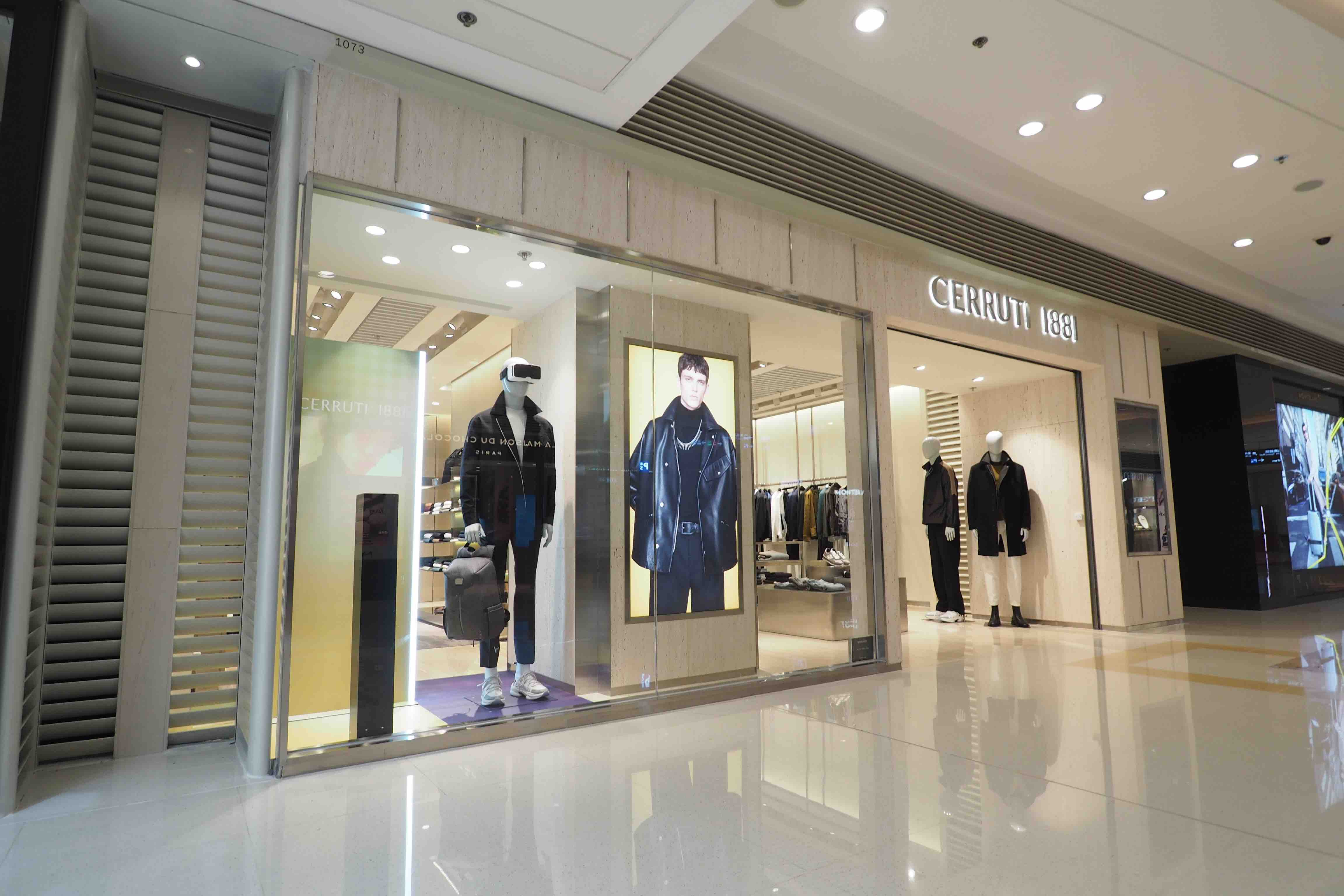
Магазин Cerruti 1881 в Гонконге

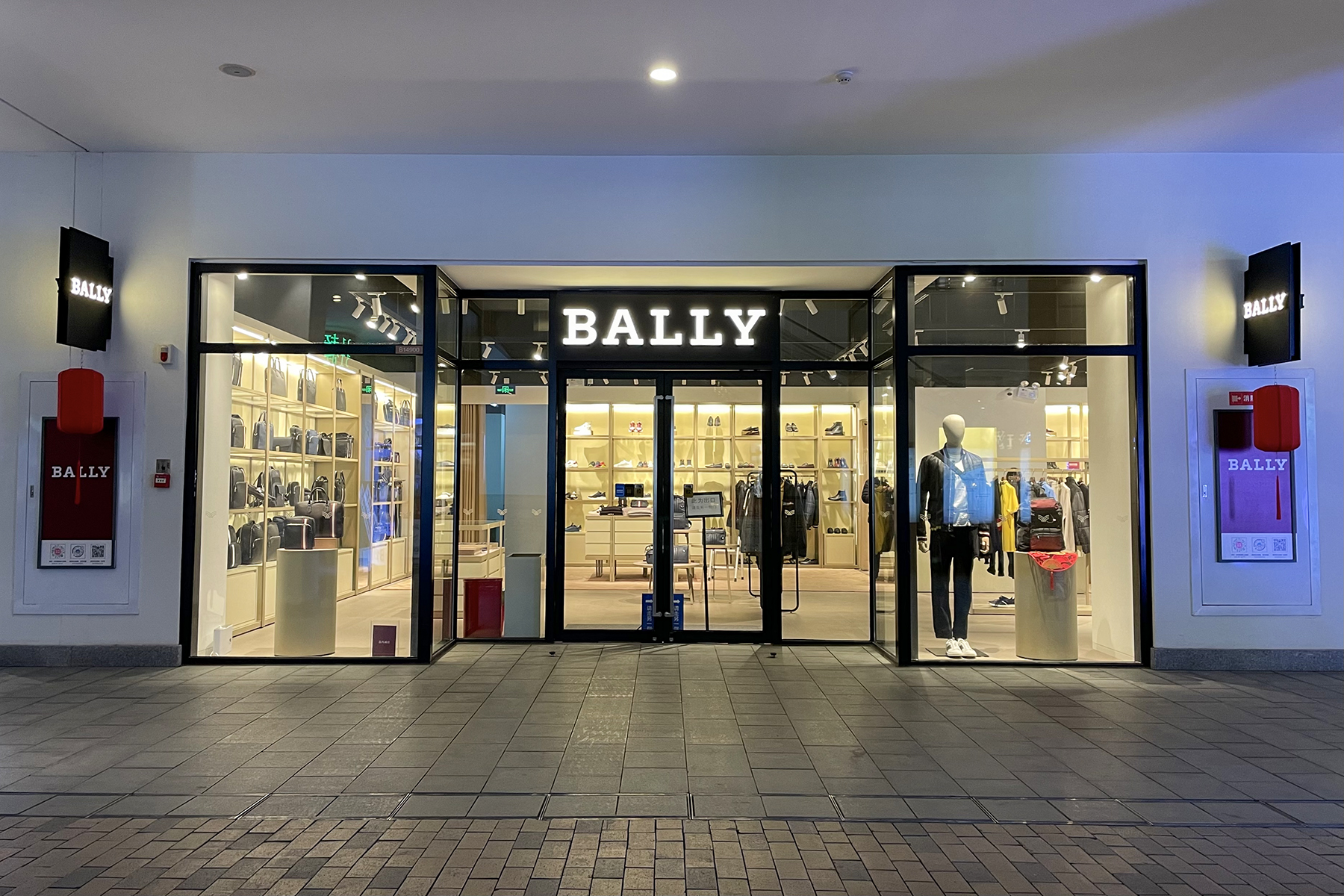
Магазин Bally в Чжэнчжоу

В марте 2017 году Ruyi Group купила у гонконгской группы YGM Trading за 117 млн долл. лондонского производителя плащей и аксессуаров Aquascutum. В ноябре 2017 года Ruyi Group приобрела у логистической компании Li & Fung за 284 млн долл. 51,38 % акций гонконгской торговой группы мужской одежды Trinity Limited, которая на тот момент контролировала парижский дом моды Cerruti 1881, британскую торговую сеть мужской одежды Kent & Curwen и лондонское ателье по пошиву мужской одежды Gieves & Hawkes. Кроме того, в 2017 году Ruyi Group и SMCP вышли на фондовые биржи.
В феврале 2018 года Ruyi Group объявила о том, что приобретёт у люксембургской группы JAB Holding Company за 700 млн долларов швейцарского производителя люксовой обуви и аксессуаров Bally, однако сделка так и не была завершена по вине китайского инвестора. В феврале 2019 году Ruyi Group приобрела у многопрофильного конгломерата Koch Industries (Invista) американского производителя волокон The Lycra Company за 2,6 млрд долларов, заняв для осуществления сделки около 1 млрд долл. у гонконгских и южнокорейских кредиторов. В июне 2019 года SMCP приобрела французский бренд мужской одежды De Fursac. 
Пандемия COVID-19 привела к закрытию многих магазинов и сокращению продаж, что значительно усилило долговую нагрузку на Ruyi Group. В мае 2020 года из-за долгов и падения продаж объявила о банкротстве японская компания Renown Incorporated. Также в 2020 году объявил о банкротстве израильский бренд мужской одежды Bagir. В июне 2020 года от инвестиций в Ruyi Group отказалась китайская государственная компания Jining City Urban Construction Investment. В октябре 2021 года объявила дефолт люксембургская дочерняя компания European TopSoho, которая являлась крупным акционером SMCP. 
В январе 2022 года, благодаря усилиям BlackRock и Carlyle Group, французская SMCP Group уволила пять членов совета директоров, связанных с Ruyi Group, а вскоре обременённый долгами китайский конгломерат объявил дефолт по кредиту в размере 400 млн долларов. В июне 2022 года кредиторы во главе с China Everbright установили полный контроль над производителем волокон Lycra. В ноябре 2022 года из-за долгов Trinity Limited продала ателье Gieves & Hawkes британской Frasers Group, а менеджмент Ruyi Group лишился престижной недвижимости в Гонконге, в частности доли в небоскрёбе Bank of America Tower.

## Деятельность

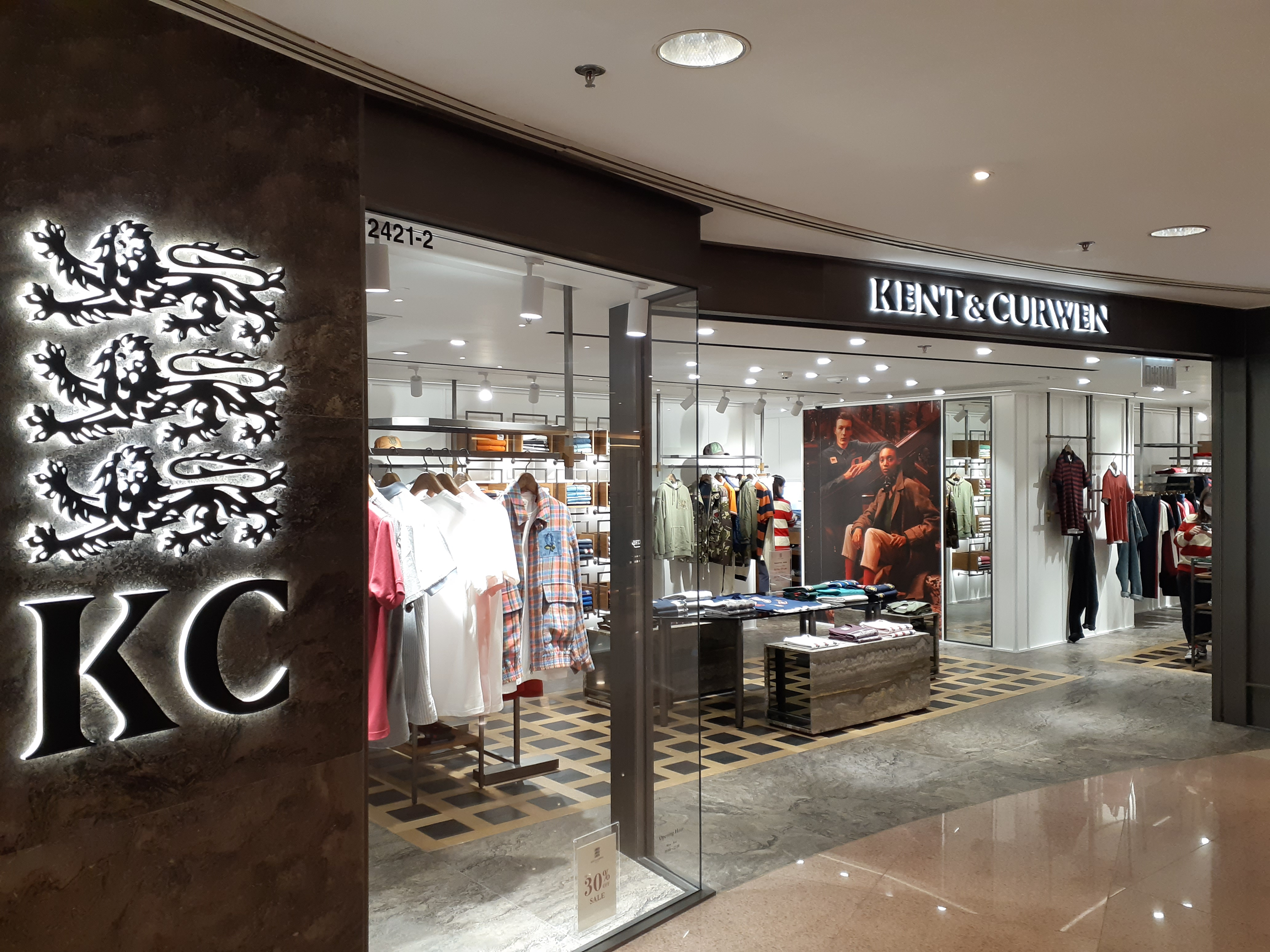
Магазин Kent & Curwen в Гонконге

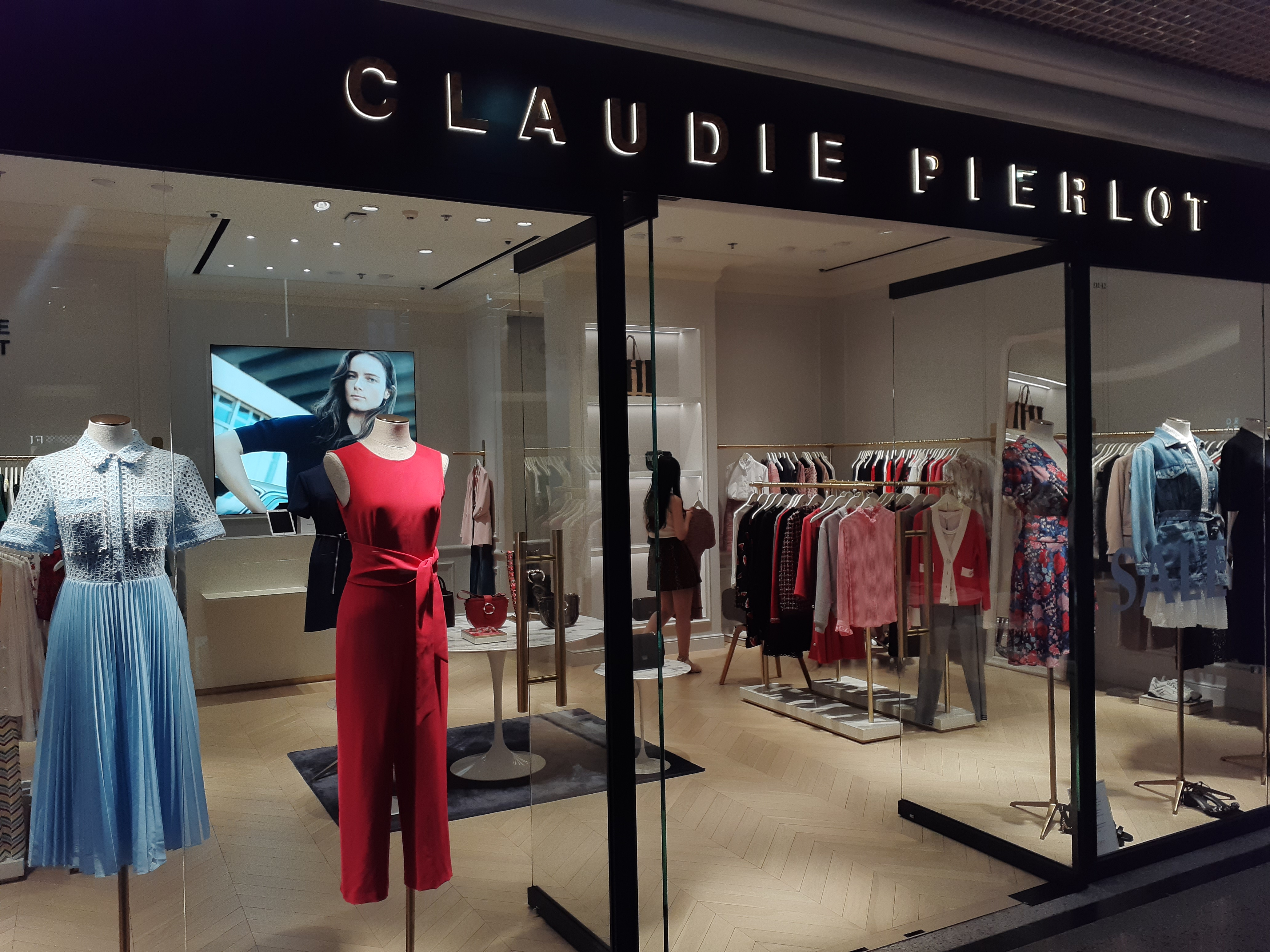
Магазин Claudie Pierlot в Гонконге

Ruyi Group производит шерстяные и хлопчатобумажные ткани, готовую мужскую, женскую и детскую одежду, управляет сетью магазинов. Основные мощности по прядению, ткачеству и окраске тканей, пошиву одежды расположены на 13 китайских производственных базах, включая Helan Ruyi Eco-textile Industrial Park (Хэлань) и Shandong Tai’an Garment Industrial Park (Тайань). Технологический исследовательский институт (Ruyi Technology Research Institute) занимается бесшовным вязанием, окрашиванием тканей и печатью на тканях. Шерстяное и хлопковое сырьё производится на дочерних фермах в Австралии. 
Центры исследований и дизайна расположены в Париже, Милане и Лондоне. Гонконгская Trinity Group управляет брендами Cerruti, D’Urban, Aquascutum и Kent & Curwen. Французская SMCP Group управляет брендами Sandro, Maje, Claudie Pierlot и De Fursac.

### Структура
В состав Shandong Ruyi Technology Group (Ruyi Group) входят: 
- Ruyi Fashion Investment Holding (Пекин);
- Shandong Ruyi Woolen Garment Group (Цзинин)[26][27][28];
- Shandong Ruyi Woolen Textiles Group (Цзинин);
- Trinity Group (Гонконг)[29];
- Sanxia Technology Textile Co. (Чунцин);
- Three Gorges Textile Co. (Чунцин);
- Ruyi Technology & Fashion Industry Co. (Нинся);
- Ruyi Entertainment (Шанхай);
- Helan Ruyi Textile Co. (Нинся);
- SMCP Group (Франция);
- Aquascutum Holdings (Великобритания);
- Ruyi Wool Spinning Co. (Болгария);
- Cubbie Agriculture Corporation (Австралия);
- Lempriere (Австралия).